# Afroamericans de les Illes Turks i Caicos
Els afroamericans de les illes de Turks i Caicos o els negres de les Illes de Turks i Caicos són els membres d'un grup ètnic que formen la majoria de la població de la dependència britànica de Turks i Caicos i que estan caracteritzats perquè els seus avantpassats comuns provenen del continent africà.
El 2013 els negres de les illes de Turks i Caicos eren al voltant del 87,6% de la població del territori i el 2,5% eren del grup ètnic d'origen mixt. Segons el joshuaproject uns 31.000 dels 32.000 habitants de les illes de Turks i Caicos eren afroamericans. D'aquests, 24.000 eren criolls de Turks i Caicos i 6.900 eren haitians que vivien a aquest territori.

## Criolls de Turks i Caicos
El codi ètnic dels Criolls de Turks i Caicos al joshuaproject és NFB68a. Aquests parlen l'anglès crioll de Turks i Caicos.
El 90% dels criolls de Turks i Caicos són cristians (el 37% dels quals són evangèlics). D'aquests, el 44% són protestants, el 8% són anglicans, el 5% són catòlics, el 7% pertanyen a esglésies cristianes independents i el 36% pertanyen a altres esglésies. El 7% dels criolls es consideren no religiosos i el 3% practiquen religions ètniques.